# Wedgie

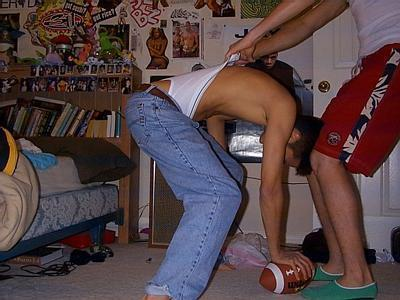
Een man waarbij een wedgie gedaan wordt

Een wedgie (ook bekend als een knelbroek of broek-in-reet) ontstaat wanneer het ondergoed van een persoon met geweld omhoog wordt getrokken en in de naad van de billen geklemd wordt. Een knelbroek wordt meestal gegeven door pestkoppen om hun doelwit te vernederen, of als grap tussen vrienden. Er zijn vele vormen van knelbroeken. In Vlaanderen wordt het ook wel een BIR genoemd, afkorting van "broek-in-reet". Deze naam is afkomstig van een sketch van In de gloria en is sindsdien een eigen leven gaan leiden. In 2010 werd het werkwoord birren opgenomen in de Dikke Van Dale.

## Gevaren
Een knelbroek, wanneer deze wordt uitgevoerd op mannen, kan leiden tot schade aan de testikels of het scrotum.

## Varianten
Als grap of pestgedrag zijn er verschillende varianten op de normale knelbroek.
- De Melvin is een variant waarbij het slachtoffers ondergoed wordt opgetrokken vanaf de voorzijde om letsel, of in ieder geval hevige pijn aan de geslachtsdelen van het slachtoffer te veroorzaken. De vrouwelijke variant wordt ook wel een Minerva genoemd.
- Bij een Atomic Wedgie is het de bedoeling om de tailleband van het ondergoed over het hoofd van het slachtoffer te hijsen. Deze vorm is bekend uit de serie The Mask: The Animated Series.
- De Hanging Wedgie is een variant waarbij het slachtoffer wordt opgehangen aan zijn onderbroek, bungelend boven de grond. Dit wordt bij What's with Andy? vaak gedaan.
- De Jock Lock Wedgie is een variant waarbij de voeten van het slachtoffer door de pijpen van zijn of haar onderbroek zijn. Hierdoor zakt de onderbroek en zijn de billen van het slachtoffer te zien.[bron?]